# Борщагівська вулиця (Київ)
Борщагі́вська ву́лиця — вулиця у Шевченківському та Солом'янському районах міста Києва, місцевості Шулявка, Караваєві Дачі. Пролягає від проспекту Повітряних Сил та Жилянської вулиці (як її продовження) до Гарматної вулиці (продовженням слугує проспект Любомира Гузара).
Прилучаються вулиці Шолуденка, Політехнічний провулок, Професора Павловського, Дашавська, Вічова, Польова, Академіка Янгеля, Вадима Гетьмана, Андрія Мельника, Ніжинська та Західна, провулки Ковальський, Індустріальний, Оксани Вороніної, а також декілька тупикових провулків без назви.

## Історія
Вулиця виникла у XIX столітті під сучасною назвою на шляху до Борщагівок (села Братська, Михайлівська, Микільська, Петропавлівська, Софіївська Борщагівки). Початково пролягала від Брест-Литовського шосе (приблизно від проїзду між сучасними будинками № 15 та 17 по Берестейському проспекту).
У розписі вулиць міста Києва, затвердженому 1896 року, зазначалось, що будинки на вулицях Борщагівській № 1 (3 будинки) та № 2 (156 будинків) віднесені до четвертої категорії (власники цих будинків не зобов'язані були утримувати двірників; натомість повинні були виконувати їхні обов'язки самі або спільно групами та наймати нічних сторожів). Розпис встановлював таку кількість нічних сторожів і нічних пунктів вуличного нагляду — 1 та 7 відповідно. Вулиці належали до Бульварної дільниці міста (місцевість — Шулявка).

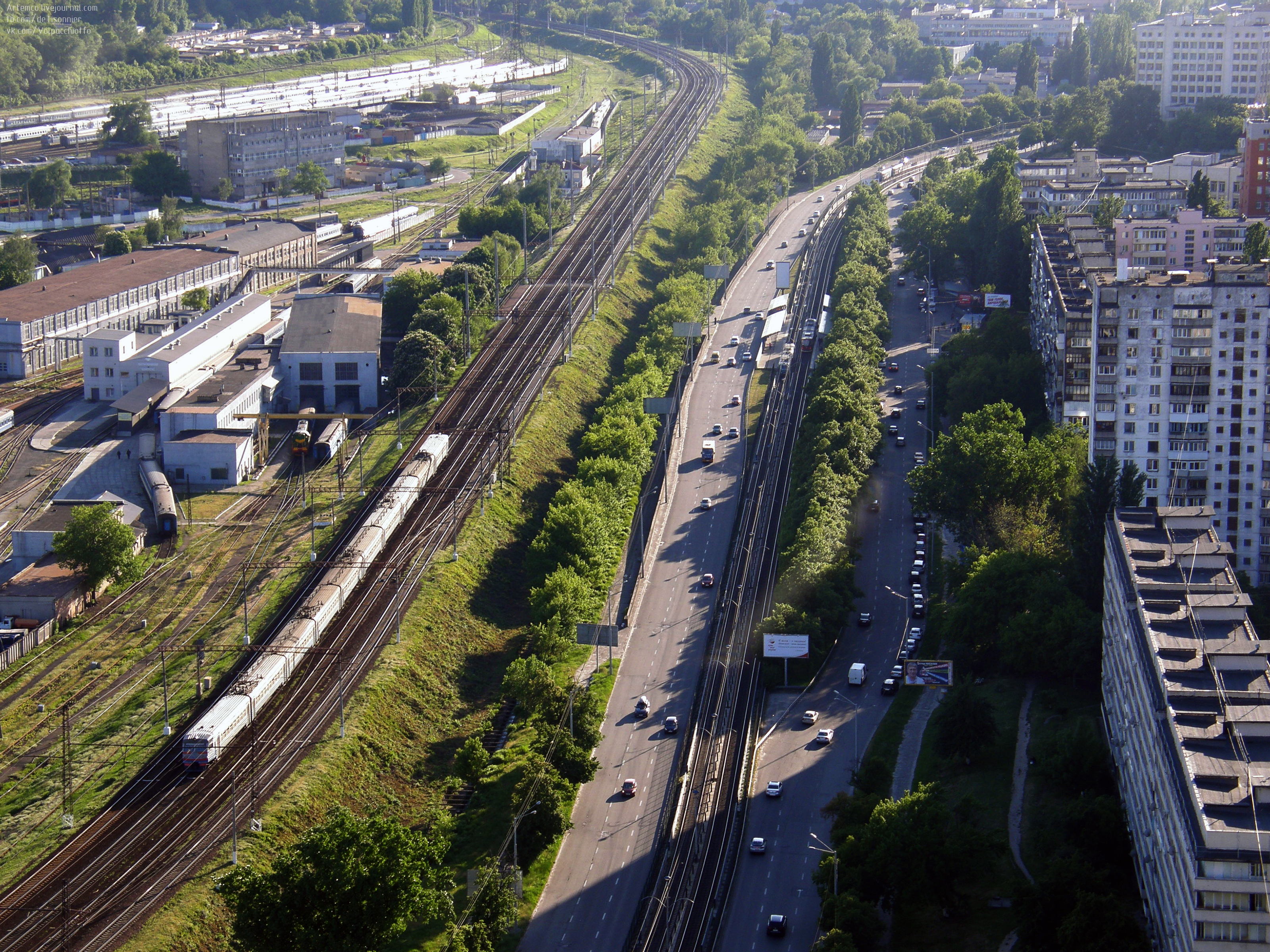
Борщагівська вулиця вздовж залізниці.

У 1960—70-ті роки вулицю повністю переплановано і перебудовано, у початковій частині змінено напрямок пролягання, а всю стару забудову ліквідовано. Саму вулицю перетворено на швидкісну автомагістраль, посередині якої 1975 року збудовано трамвайну лінію. 1978 року її подовжено в бік Борщагівки як швидкісну лінію.
З парного боку вулиці, біля Індустріального шляхопроводу, збереглася невелика частина малоповерхової приватної забудови.

## Цікаві факти

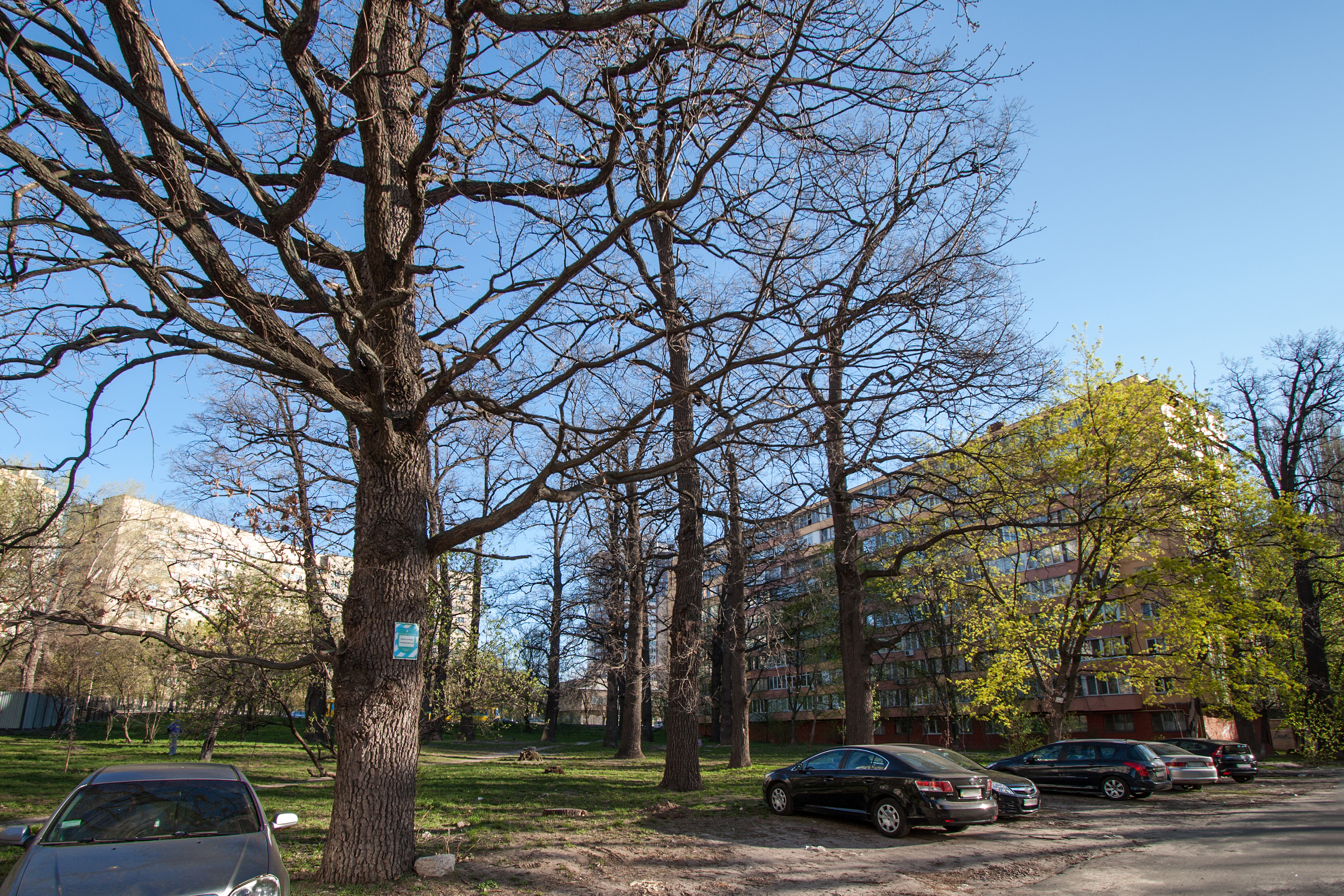
Дубовий гай.

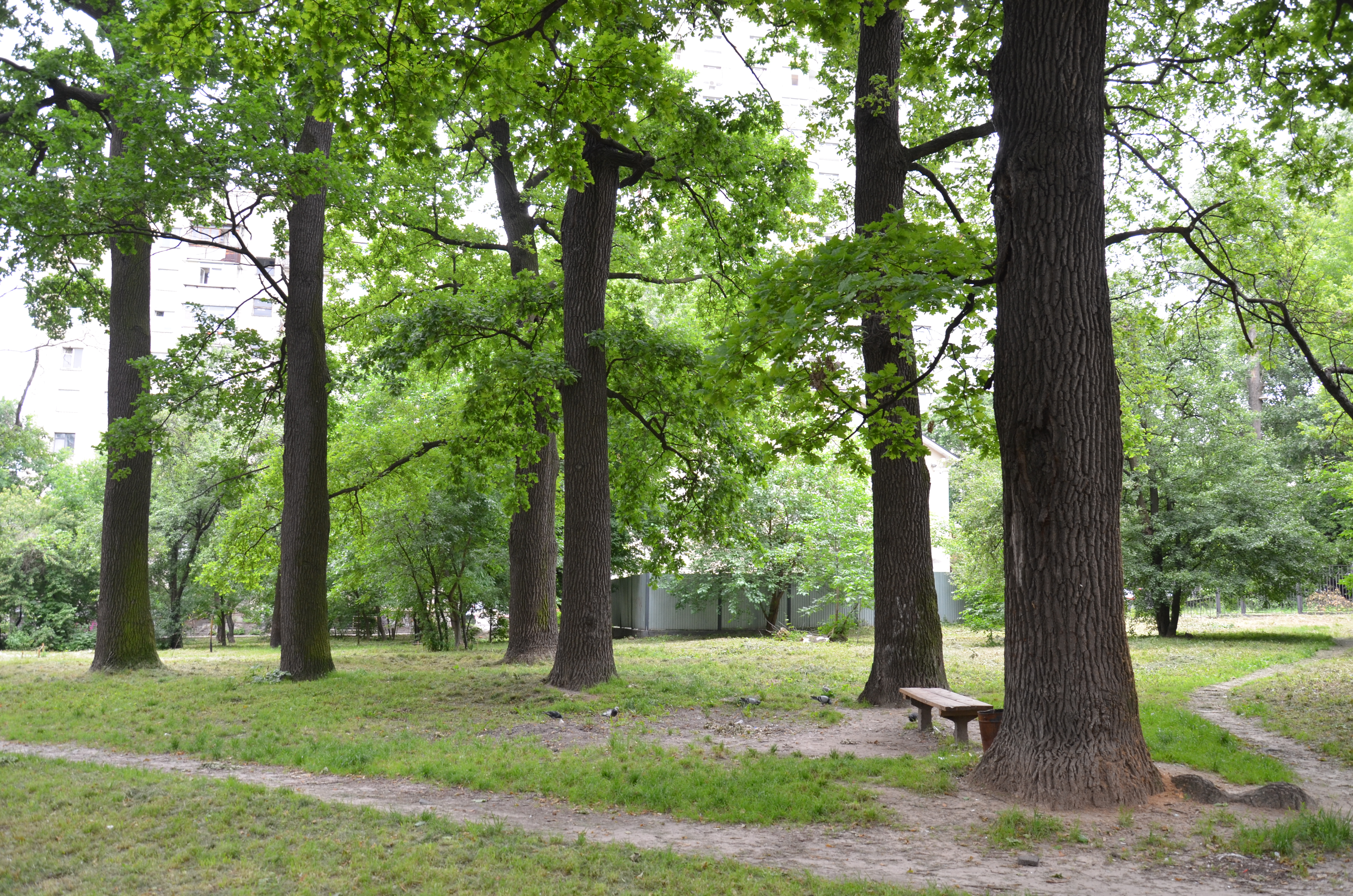
Старий дубовий гай

Біля будинку № 139/141, серед багатоповерхової забудови, знаходиться пам'ятка природи місцевого значення — старий дубовий гай. Ця група старовинних дубів була узята під охорону у 1999 році.

## Установи та заклади
- № 14 — дитяча музична школа ім. Л. Ревуцького;
- № 101-А — зварювальний факультет НТУУ «КПІ»; Міжгалузевий навчально-атестаційний центр Інституту електрозварювання ім. Є. О. Патона[3];
- № 115 — інститут енергозбереження НТУУ «КПІ»;
- № 122, 124, 126 — навчальні корпуси НТУУ «КПІ»;
- № 144, 146, 148 — гуртожитки НТУУ «КПІ»;
- № 146 — відділення зв'язку № 56;
- № 150 — «Помічник абітурієнта», редакція журналу;
- № 152-Б — «Сегодня», редакція газети;
- № 154 — торговельний центр «Аркадія»;
- № 173/187 — універмаг «Спектр»;
- № 197 — навчальний корпус НАУ;
- № 204-Г — Київський хореографічний коледж;
- № 210 — відділення зв'язку № 58.

## Мапи

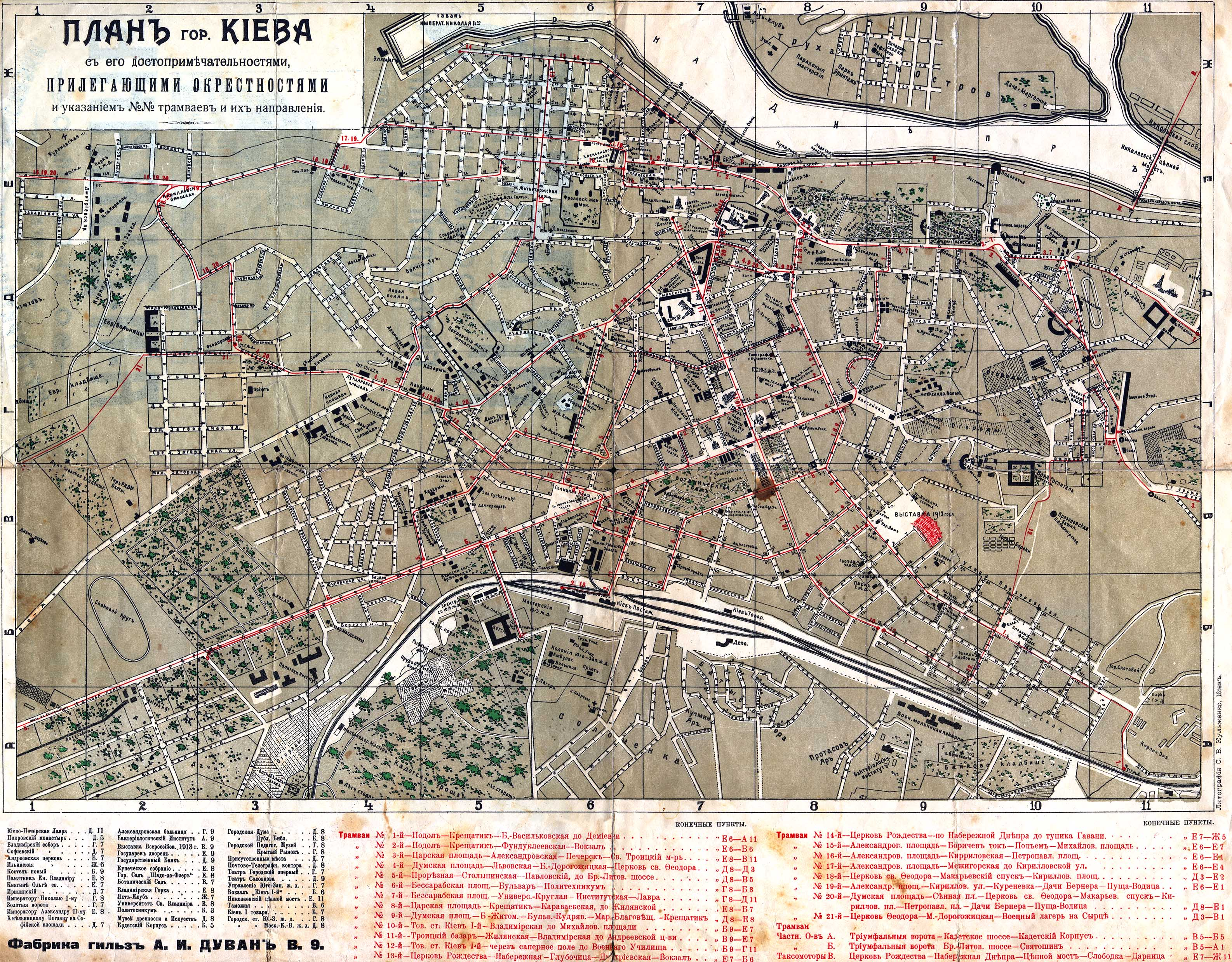
Вулиця на російській мапі 1913 року
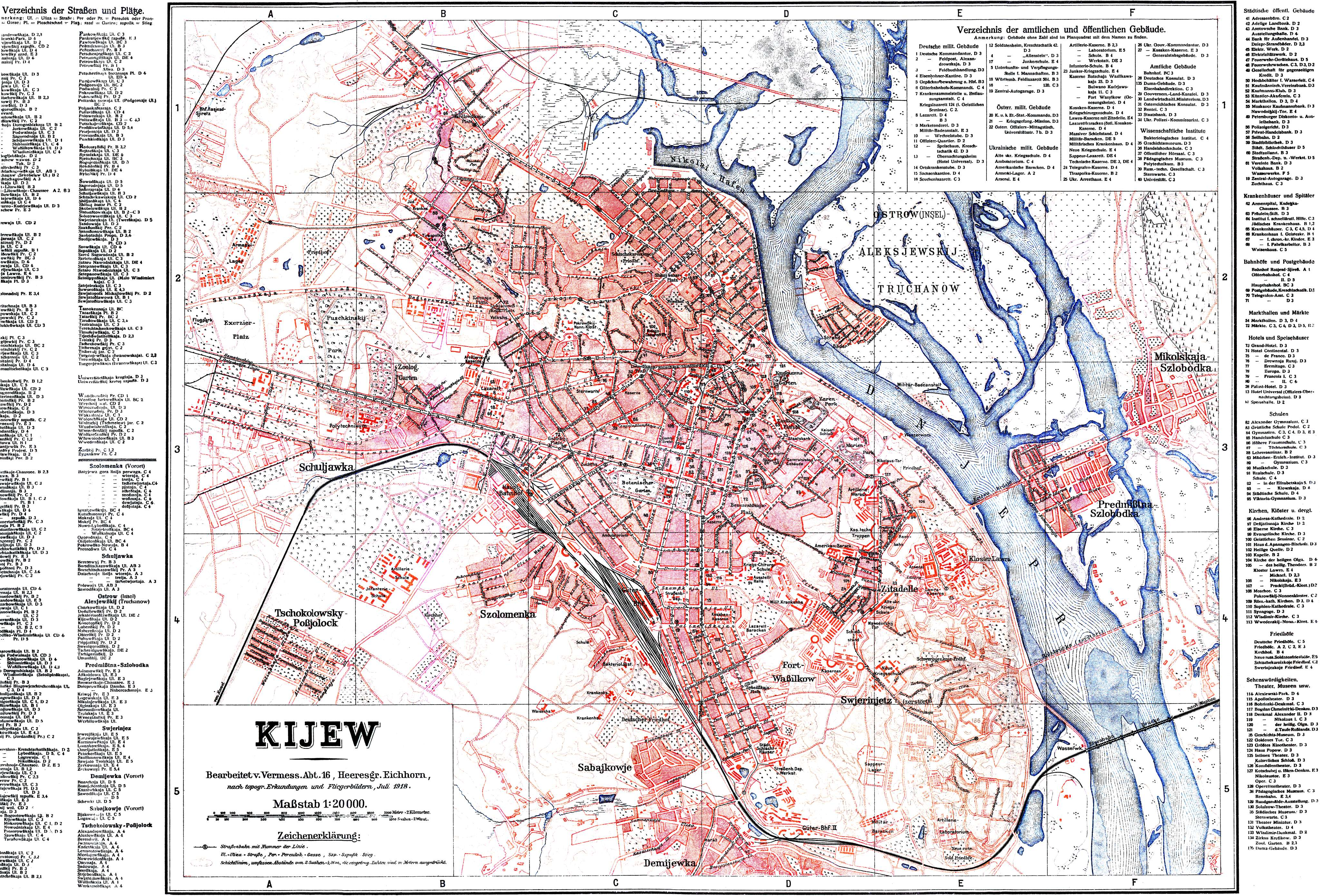
Вулиця на німецькій мапі 1918 року